# إريكا تشافيز
إريكا تشافيز هي منافسة ألعاب القوى إكوادورية، ولدت في 4 يونيو 1990 في سان لورينزو، إكوادور ‏ في الإكوادور.

## وصلات خارجية
- إريكا تشافيز على موقع الاتحاد الدولي لألعاب القوى (الإنجليزية)
- إريكا تشافيز على موقع أوليمبيديا (الإنجليزية)